# Eulàlia Grau
Pour les articles homonymes, voir Grau (homonymie).
Eulàlia Grau, née le 18 juin 1946 à Terrassa est une artiste féministe espagnole contemporaine, connue pour son œuvre dénonçant les stéréotypes sociaux et de genre, notamment en Catalogne durant la dictature franquiste.

## Biographie
Née à Terrassa en 1946, Eulàlia Grau a étudié les beaux-arts à Barcelone, le cinéma et le design avec notamment comme professeurs Pere Portabella, Alexandre Cirici et Josep Maria Carandell.
Artiste durant la dictature de Franco, elle décide de travailler sur des thèmes au contenu très politique et social, notamment à partir du collage, utilisant des photographies de la presse écrite pour alerter sur le pouvoir des médias, ainsi que par des sérigraphies et des montages.
Faisant fi de la censure du gouvernement fasciste, elle présente, par son art, un discours très critique dans un régime où les femmes sont réduites à leur rôle au foyer et à l'Église. Depuis la guerre d'Espagne les nationalistes ont annulé dès 1939 les droits des femmes acquis pendant la Seconde République, réprimant les mouvements artistiques féminins (Las Sinsombrero) et fermant les institutions telles que la Residencia de Señoritas, le Lyceum club feminino de Madrid et le Lyceum Club de Barcelone[réf. nécessaire].
Dans ce contexte, Eulalià Grau, contemporaine de cet autoritarisme, cherche également à dénoncer par le biais de ses créations la violence du maintien de l'ordre dans l'État franquiste, la situation dans les prisons, l'exploitation des travailleurs et la spéculation foncière. Elle défend les luttes sociales dans la société capitaliste et continue son combat pendant la transition démocratique.
Connue également sous son seul prénom d'Eulàlia, elle est considérée dès les années 1970 comme l'une des pionnières de la lutte artistique contre les stéréotypes,. Elle est contemporaine d'autres femmes artistes de l'époque, comme Esther Ferrer, Fina Miralles Nobell, Eugènia Balcells, Sílvia Gubern, Àngels Ribé et Olga Pijoan. Elle dénonce l'exploitation des femmes dans le milieu artistique, et plus généralement dans le monde du travail et au foyer. Son activisme féministe se retrouve très tôt, notamment en 1975 dans Inventemos también nosotros (Inventons, nous aussi), puis en 1977, dans la célèbre œuvre Discriminació de la dona (Discrimination de la femme, 1977), aujourd'hui dans la collection du Musée national centre d'art Reina Sofía de Madrid.

## Œuvres notables
- Etnografies (1972-1974) ;
- La cultura de la mort (1975) ;
- Cancionero de los hombres verticales y de los hombres horizontales (1975) ;
- ...Inventemos también nosotros... (1976) ;
- Vivendes...vivendes (1976-1977) ;
- Discriminació de la dona (1977) ;
- El cost de la vida (1977-1979) ;
- Les Setrilleres (1978) ;
- Orden público (1978) ;
- Per què? (1979) ;
- A Desarmament-desenvolupament (1979) ;
- Flic-Story. Historia de detectives (1979), sur Jacques Mesrine ;
- Klara (1983-1984) ;
- Me gustaría morir en un lugar donde nadie me viera. María (2012-2013).

## Distinctions
- Prix de la Ville de Barcelone (2013)

## Expositions
- 1973 : Galerie Vinçon, Barcelone ;
- 1974 : Madrid ;
- 1976 : Barcelone ;
- 1978 : Staatliche Kunsthalle, Berlin ;
- 1979 : Fondation Joan-Miró, Barcelone ;
- 1979 : Genève ;
- 1980 : Conway Hall, Londres, Zagreb et Madrid (Palais de Velázquez) ;
- 1981 : Musée des Beaux-Arts de Rouen ;
- 1983 : Galerie Ars Viva Berlín ;
- 1984 : Werkstatt Galerie, Munich ;
- 1985 : Tokyo ;
- 2010 : Cycle international d'expositions Feministische Avantgarde der 1970er-Jahre aus der Sammlung Verbund sur l'art féministe de la seconde moitié du 20e siècle, sur un projet de Gabriele Schor ;
- 2013 : MACBA, Barcelone: Eulàlia Grau. Mai no he pintat àngels daurats (« Je n'ai jamais peint d'anges en or », rétrospective[11],[2],[12]);
- 2015-2016 : Tate Modern, Londres : The world goes pop (exposition de Etnografies[13]).

## Publications
- Eulàlia Museu d'Art Contemporani, Mai no he pintat àngels daurats, 2012 (ISBN 978-84-92505-67-8 et 84-92505-67-2, OCLC 876139333, lire en ligne).